# Târnava, Sibiu
Târnava là một xã thuộc hạt Sibiu, România. Dân số thời điểm năm 2002 là 2873 người.